# Quidditas
Quidditas, ook  quiditas ( ‘watheit‘, vernederlandst Quidditeit of Quiditeit) is een Latijns begrip, dat uit de middeleeuwse vaktaal stamt. Het is als abstraherend zelfstandig naamwoord afgeleid van het vragende voornaamwoord ‘wat?‘. 
Het begrip ontstond waarschijnlijk tijdens de vertaling van filosofische geschriften vanuit het Arabisch in het Latijn, vanaf de 12e eeuw. De Quidditeit ‘watheid’ of essentie (wezen) van een ding is, is dat wat op de vraag ‘Wat is dit ding?‘ kan worden geantwoord: Quod quid est (Quidditas) of ‘dat wat het is‘. Het gaat hierbij om specifieke eigenschappen, die bijvoorbeeld een plant- of diersoort onderscheidden van andere. Niet tot de quidditeit behorende eigenschappen zijn eigenschappen die alleen één individu of uniek ding van alle andere onderscheidt en de bijzonderheid ervan uitdrukken. Deze wordt als haecceitas of ‘ditheid‘ aangeduid.
Dit begrip quidditas speelt een rol in het denken van de middeleeuwse filosoof Johannes Duns Scotus.